# Усть-Каменогорська міська адміністрація
Усть-Каменого́рська міська адміністрація (каз. Өскемен қаласы әкімдігі) — адміністративна одиниця у складі Східноказахстанської області Казахстану. Адміністративний центр — місто Усть-Каменогорськ.
Населення — 368692 особи (2021; 314953 у 2009, 320234 у 1999, 333466 у 1989).
Станом на 1989 рік існувала Усть-Каменогорська міська рада (місто Усть-Каменогорськ) та Меновнівська сільська рада (села Акимовка, Ахмірово, Меновне, Новоахмірово, Новотроїцьк, Новоявленка, Самсоновка) колишнього Тавричеського району. До 2013 року існував Меновнівський сільський округ.

## Склад
До складу округу входять такі населені пункти:
| Населений пункт          | Населення, осіб (1989) | Населення, осіб (1999) | Населення, осіб (2009) | Населення, осіб (2021) |
| ------------------------ | ---------------------- | ---------------------- | ---------------------- | ---------------------- |
| Акимовка, село           | 18                     | -                      | -                      | -                      |
| Ахмірово, село           | 568                    | 914                    | 1930                   | 6851                   |
| Меновне, село            | 4229                   | 4476                   | 4870                   | 5999                   |
| Ново-Ахмірово, село      | 2333                   | 1944                   | 2448                   | 3409                   |
| Ново-Троїцьке, село      | 460                    | 474                    | 444                    | 365                    |
| Ново-Явленка, село       | 965                    | 858                    | 872                    | 1215                   |
| Прудхоз, село            | -                      | 191                    | 218                    | 486                    |
| Самсоновка, село         | 415                    | 427                    | 451                    | 904                    |
| Усть-Каменогорськ, місто | 324478                 | 310950                 | 303720                 | 349463                 |